# Giuseppe Poeta
Giuseppe „Peppe“ Poeta (* 12. September 1985 in Battipaglia) ist ein italienischer Basketballtrainer und ehemaliger -spieler. Poeta kam erst ab 2006 bei Teramo Basket zu Einsätzen in der höchsten italienischen Spielklasse Lega Basket Serie A, wurde aber bereits im Jahr darauf Nationalspieler in der italienischen Herren-Nationalmannschaft. Nachdem Poeta zu Virtus Bologna wechselte, wurde nach nur vierjähriger Spielzeit in Teramo seine Trikotnummer zurückgezogen und wird seitdem nicht mehr vergeben. In der Saison 2013/14 wechselte der EM-Endrundenteilnehmer von 2013 zu Laboral Kutxa in die spanische Liga ACB. Nach seiner Rückkehr nach Italien 2015 spielte er noch bei verschiedenen Vereinen der Serie A. Nach seinem Karriereende 2022 schlug er die Trainerlaufbahn ein.

## Karriere

### Als Spieler
Poeta spielte in seiner Jugend Vereinsbasketball zunächst in seiner Heimatstadt und dann in der Provinzhauptstadt Salerno, deren Herrenmannschaft damals in der vierthöchsten Spielklasse Serie B2 spielte. Mit 20 Jahren wechselte Poeta 2005 in die drittklassige Serie B1 zum Verein aus Veroli. Obwohl dieser vorerst erneut den Aufstieg in die professionelle Legadue verpasste, konnte Poeta soweit auf sich aufmerksam machen, dass ihn der Erstligist aus Teramo in den Abruzzen für die folgende Saison unter Vertrag nahm. In der Saison 2006/07 erreichte die Mannschaft auf dem viertletzten Tabellenplatz den Klassenerhalt, doch der 21-jährige Profi-Neuling Poeta konnte sich gleich Spielanteile von durchschnittlich gut 16 Minuten pro Spiel in der ersten Liga sichern. In der folgenden Saison wurde Poeta Starting Point Guard mit durchschnittlich 28 Minuten Spielzeit und erzielte durchschnittlich knapp 12 Punkte und 5 Assists pro Spiel, worauf er auch in den erweiterten Kader der italienischen Herrennationalmannschaft berufen wurde. Nach einem elften Platz in der Saison 2007/08 erreichte Teramo mit dem neuen Namenssponsor Banca Tercas 2009 mit dem dritten Platz die bislang beste Platzierung in der Vereinsgeschichte. Bei der ersten Play-off-Teilnahme um die italienische Meisterschaft scheiterte die Mannschaft jedoch in der ersten Runde gegen Rekordmeister Olimpia Armani Mailand. Nachdem unter anderem die US-Amerikaner Jaycee Carroll und David J. Moss den Verein verlassen hatten, konnte man in der Saison 2009/10 an diese Erfolge nicht mehr anschließen und rutschte wieder in die untere Tabellenhälfte auf den elften Platz ab. Auch im Eurocup 2009/10 war man bereits in der Vorrunde unter anderem gegen den späteren deutschen Finalisten Alba Berlin gescheitert. Als Poeta dann Teramo am Ende der Saison auch verließ und zum Ligakonkurrenten und Altmeister Virtus aus Bologna wechselte, ehrte man ihn trotzdem durch Zurückziehen seiner Trikotnummer 8, die von damals an nicht mehr vergeben werden sollte.
Mit Virtus Bologna erreichte Poeta auf dem achten Hauptrundenplatz in der Saison 2010/11 nur knapp den Einzug in die Play-offs, in denen man in der ersten Runde gegen Serienmeister Montepaschi Siena ausschied. In der folgenden Saison verbesserte man sich wieder auf den fünften Platz, um ohne Sieg in der ersten Runde gegen Banco di Sardegna Sassari auszuscheiden. In der Saison 2012/13 verpasste Virtus gar auf dem 14. und drittletzten Platz zum dritten Mal seit der Erstliga-Rückkehr 2005 den Einzug in die Play-offs. Nachdem Poeta zuvor in der Nationalmannschaft nur in Qualifikationsspielen zum Einsatz gekommen war, war er beim EM-Endrundenturnier 2013 erstmals auch Mitglied im Endrundenkader, in dem er jedoch als Ergänzungsspieler nur zu Kurzeinsätzen kam. Italien gewann alle fünf Vorrundenspiele, gewann dann aber nur noch das letzte Zwischenrundenspiel gegen Titelverteidiger Spanien und verlor insbesondere im Viertelfinale und in den Platzierungsspielen, wodurch man die Qualifikation für die Basketball-Weltmeisterschaft 2014 verpasste. In der Saison 2013/14 war Poeta zunächst ohne Vertrag und wurde dann vom italienischen Vereinstrainer Sergio Scariolo zu Laboral Kutxa nach Vitoria-Gasteiz geholt. Für die baskische Mannschaft hatte er im höchstrangigen europäischen Vereinswettbewerb EuroLeague 2013/14 noch zehn Einsätze in der Zwischenrunde der 16 besten Mannschaften, in der man jedoch zum zweiten Mal in zehn Jahren den Einzug in die Viertelfinal-Play-offs des Wettbewerbs verpasste. Auch in der spanischen Liga ACB verlief es für den erfolgsverwöhnten Verein weniger erfolgreich, wo man auf dem sechsten Platz die schlechteste Platzierung seit elf Jahren erreichte und in der ersten Runde der Play-offs gegen den späteren Meister FC Barcelona ausschied. Trotz nur einer Endrundenteilnahme zählte Poeta in einer für die Qualifikation zur Europameisterschaft 2015 verjüngten italienischen Nationalmannschaft mit knapp 100 Einsätzen zu den erfahrensten Spielern.
2015 kehrte er in die Serie A zurück. Mit Fiat Torino gewann er 2018 mit dem italienischen Pokal seinen ersten und einzigen Titel als Spieler. 2020 unterzeichnete er seinen letzten Spielervertrag bei Vanoli Cremona. In Cremona ließ er 2022 seine Karriere auslaufen.

### Als Trainer
Nach seiner aktiven Laufbahn unterzeichnete er im Sommer 2022 einen Vertrag als Assistenztrainer von Ettore Messina beim italienischen Rekordmeister Olimpia Milano. Mit Mailand gewann er zwischen 2022 und 2024 dreimal hintereinander die italienische Basketballmeisterschaft sowie 2022 den italienischen Pokal. Neben seiner Trainertätigkeit bei Olimpia Mailand war er zugleich als Trainerassistent bei der italienischen Nationalmannschaft tätig. Im Sommer 2024 unterzeichnete er einen Einjahresvertrag als Head-Coach beim Erstligisten Pallacanestro Brescia.

## Erfolge

### Als Spieler
- Sieger italienischer Pokal 2018 mit Fiat Torino